# Bladen (Nebraska)
Bladen – wieś w Stanach Zjednoczonych, w stanie Nebraska, w hrabstwie Webster.